# 빨주노초파남보 (드라마)
《빨주노초파남보》는 	1989년 3월 6일부터 같은 해 12월 29일까지 방영된 한국방송공사 어린이 드라마이다.

## 출연진
- 이의정
- 김유리